# Fahrenheit (игра)
Fahrenheit (с англ. — «Фаренгейт»), в США и Канаде была издана под названием Indigo Prophecy (с англ. — «Пророчество Индиго») — приключенческая компьютерная игра, разработанная французской студией Quantic Dream и выпущенная компанией Atari для PlayStation 2, Windows и Xbox в сентябре 2005 года. Сюжет повествует об обычном банковском работнике Лукасе Кейне, совершившего неосознанное убийство под влиянием сверхъестественных сил, а также о двух детективах полиции Нью-Йорка, которые расследуют дело Лукаса. Игра является нелинейной — решения, принимаемые игроком по ходу игры, могут привести к различным вариантам развития сюжета и нескольким концовкам.
Сценарий игры написан французским геймдизайнером Дэвидом Кейджем. На разработку игры у Quantic Dream ушло два года. Критики в основном хвалили сюжет, персонажей, их озвучивание и музыку, но раскритиковали графику и концовки игры. Игра также получила множество наград и номинаций
28 января 2015 года вышло переиздание игры под названием Fahrenheit: Indigo Prophecy Remastered. Основными нововведениями стали поддержка HD-разрешения, улучшенная графика и полноценная поддержка геймпада. Новой версией игры занималась компания Aspyr Media, а само переиздание вышло на Windows (Steam), macOS, Linux и iOS. Для Android новая версия игры была переименована в Fahrenheit: Indigo Prophecy и стала доступна 29 февраля 2016 года. В том же году оно было выпущено для PlayStation 4 в виде прямого порта оригинальной версии с PlayStation 2 .

## Геймплей
Fahrenheit представляет собой игру в жанре action-adventure с видом от третьего и первого лица. Игра неоднократно называлась критиками и исследователями интерактивным кино. Игрок управляет тремя персонажами — Лукасом Кейном, детективом Карлой Валенти и её помощником Тайлером Майлзом. В некоторых сценах можно управлять братом Лукаса, Маркусом Кейном. Игровой процесс состоит из спокойных и динамичных сцен. Во время первых игрок изучает локации, взаимодействует с предметами, выбирает ответы в диалогах и решает головоломки. Во время динамичных сцен обычно необходимо быстро нажимать на определенные кнопки на геймпаде или клавиатуре. Также во время некоторых интерактивных кат-сцен запускаются мини-игры, в которых, например, нужно удержать ползунок на середине, а во флешбеках присутствует стелс.
Сюжет игры, хотя и следует одной сюжетной линии, в то же время нелинеен и позволяет игроку по мере прохождения принимать большое количество альтернативных решений. Например, в начальной сцене игрок получает контроль над Лукасом, который только что убил человека. Игрок может выбрать, например, что прятать, чего не трогать и как сбежать из забегаловки. От этого зависит, какие улики найдут Майлз и Валенти и как другие посетители кафе вспомнят Лукаса. В течение следующего эпизода игроку предстоит, управляя детективами, осматривать место преступления и опрашивать свидетелей.
У всех трех протагонистов есть уровень психического здоровья, отображаемый на специальном индикаторе. Он повышается, если персонаж, к примеру, подкрепится молоком, спрячет улику или напротив найдет её (в зависимости от того, кем управляет игрок), победит в схватке или восстановит отношения с бывшей девушкой. И, наоборот, уровень психического здоровья снижается, если персонаж получает травму, чувствует опасность, видит пугающие вещи или терпит грубость. Если он понизится до нуля, протагонист сойдет с ума или совершит самоубийство. 
В зависимости от действий игрока в игре могут быть разблокированы три разные концовки. Однако во время развития сюжета может наступить множество преждевременных окончаний игры: например, если Лукас Кейн будет вести себя подозрительно при осмотре его квартиры полицейским или оставит слишком много улик, то его арестуют. Также игра закончится при снижении уровня психического здоровья протагониста до нуля. При желании игрок может переиграть главы, чтобы изменить ход сюжета и открыть новые концовки.
Для взаимодействия с предметами необходимо вести мышь с зажатой левой клавишей или стик по контуру индикатора действия, который обычно совпадает с движениями персонажей. Перемещением устройства в ту или иную сторону выбираются и ответы в диалогах. На консольных версиях игры левый аналоговый стик отвечает за передвижение персонажей, правый позволяет выбрать ответ во время диалога или взять предмет. Во время напряженных и боевых сцен необходимо быстро нажимать кнопки-триггеры.

## Сюжет
Действие игры начинается в январе 2009 года в Нью-Йорке во время аномально холодной зимы. В одну из ночей банковский техник Лукас Кейн, находясь в трансе, убивает мужчину в туалете забегаловки, а затем скрывается. Дело об убийстве поручают детективу Карле Валенти и её напарнику Тайлеру Майлзу. Лукас признается в убийстве своему брату-священнику и позже узнаёт от него о ясновидящей по имени Агата. Он приходит к ней, и она погружает его в транс, в котором он вспоминает события той ночи. Узнав, что в забегаловке к нему подходил странный человек в плаще, который контролировал его во время убийства, Лукас уходит. Следующей ночью он возвращается к Агате и застаёт её мёртвой. Тем временем полиция Нью-Йорка объявляет Лукаса подозреваемым и устраивает ловушку для него, однако с помощью сверхъестественных сил он побеждает всех полицейских и скрывается на поезде.
Очнувшись в церкви, Лукас видит галлюцинацию Агаты, которая сообщает ему, что он не убийца, и что произошедшее в туалете забегаловки было жертвоприношением для цивилизации майя. Он встречается со специалистом по цивилизации майя, профессором Курякиным, и узнаёт, что ритуал жертвоприношения должен был открыть проход в «Другой мир». Тем временем мужчина в плаще (далее — «Оракул») похищает бывшую девушку Лукаса, Тиффани Харпер, и требует от Лукаса встречи в заброшенном парке развлечений. Лукас пытается спасти её, и в результате они оба погибают от падения с американских горок. Через некоторое время Лукаса воскрешает Пурпурный клан, искусственный интеллект, который ищет Дитя Индиго. Ею является молодая девушка, хранящая тайну, которая даёт неограниченную власть и могущество тому, кто её услышит, а также ответит на все интересующие вопросы. Пурпурный клан желает заполучить Индиго, чтобы с помощью её тайны стать новой формой жизни на планете, в то время как Оранжевый отправляет Оракула, дабы найти Дитя и с его помощью укрепить своё могущество.
Расследование Карлы приводит её в лагерь «Невидимок» — бездомных, тайную третью силу, рассредоточенную по всему городу и наблюдающую за сверхъестественными силами. Их предводитель рассказывает ей об Оранжевом клане, членом которого является Оракул, а также о целях Пурпурного клана. Лукас связывается с Карлой и убеждает её доверять ему и объясняет, что Оракул сделает всё, чтобы поймать Дитя Индиго и заполучить вечную жизнь. Он находит Дитя, которую зовут Джейд, привозит её на военную базу, где он вырос и подвергся воздействию Хромы, силы, которая дала ему способность противостоять попыткам Оракула довести его до самоубийства, и позволяет Дитя Индиго передать своё послание. Оракул и Пурпурный клан следуют за ними, после чего происходит финальная битва, результатом которой могут быть три концовки: победа Лукаса над Оракулом и Пурпурным кланом, победа Пурпурного клана или победа Оракула. Спустя три месяца после битвы Лукас живёт вместе с Карлой, которая вынашивает от него ребёнка (вне зависимости от концовки).

## Разработка и релиз
Игра Fahrenheit была разработана французской студией Quantic Dream. Основатель студии Дэвид Кейдж выступил сценаристом и главным руководителем разработки игры. Первоначальный издатель Vivendi Games отказался выпускать Fahrenheit, поэтому роль издателя была передана американской компании Atari, что привело к увеличению бюджета. Изначально игра задумывалась как эпизодическая, с двенадцатью частями и командой сценаристов, но позже Кейдж отказался от такого формата. Он хотел сделать что-то, что удовлетворит как тех, кто не играет, так и тех, кто играл в игры раньше, сфокусировавшись в основном на молодой аудитории. Он считал сюжет главной составляющей и решил, что повествование будет формироваться на основе выбора игрока. Чтобы сохранить контроль над темпом и качеством в постоянно меняющемся сюжете, он сравнивал его с резиной: «игрок может растягивать или менять сюжет как резинку, но что бы он ни делал, основа моей истории остаётся на месте». На разработку полного дизайн-документа игры ушло около года; окончательный сценарий содержал почти две тысячи страниц и включал в себя описание сюжета, персонажей и геймплея, а также инструкции и указания на случай возникновения изменений в производстве.
В работе над Fahrenheit приняли участие около восьмидесяти штатных сотрудников студии, а также шестьдесят каскадёров и актёров. Статисты и актёры более двенадцати часов работали над лицевой анимацией персонажей с помощью захвата движения, а также три часа над озвучиванием, и завершили работу за три месяца. Для достижения необходимой атмосферы были использованы синий цветовой фильтр, эффекты высокого динамического диапазона и зернистость изображения. После ранних игровых тестов навигация стала на 30 % быстрее, а некоторые сцены были вырезаны или ускорены. Кейдж решил внедрить систему и индикатор «вменяемости», чтобы более наглядно отображать психическое состояние персонажа. Работа над этой системой, а также над сценами «game over» была завершена за две недели. Затем Кейдж придумал контекстно-зависимый пользовательский интерфейс, в котором взаимодействие с аналоговыми стиками позволяло использовать неограниченное количество действий. По просьбе продюсера Vivendi Games в обучающем ролике перед началом игры появляется сам Кейдж. Сериал «24 часа» (2001—2014) послужил вдохновением для использования разделённого экрана в игре, как для его визуального, так и для интерактивного восприятия. Такие фильмы, как «Глаза змеи» (1998), «Семь» (1995), «Лестница Иакова» (1990) и «Сердце Ангела» (1987), повлияли на развитие сюжета и персонажей; «Бойцовский клуб» (1999) и «Дюна» (1984) — на озвучивание. Композитор Анджело Бадаламенти записывал музыку с канадским оркестром под руководством Норманда Корбейля. Режиссёр велел Бадаламенти думать о саундтреке так, как будто он создаётся для кинофильма. Корбейл работал над проектом полтора месяца. В начале сентября 2005 года Fahrenheit был выпущен в производство после двух лет разработки.
Компания Atari выпустила Fahrenheit для Windows, PlayStation 2 и Xbox в Европе и Северной Америке 16 и 20 сентября 2005 года соответственно. В 2007 году игра стала доступна для скачивания на Xbox 360. В Северной Америке Fahrenheit был переименован в Indigo Prophecy, чтобы избежать путаницы и сравнения с фильмом «Фаренгейт 9/11» (2004), что стало предметом разногласий между Кейджем и компанией Atari. Сексуальные сцены были вырезаны из этой версии, но включены в переиздание Fahrenheit: Indigo Prophecy Remastered, которое было выпущено компанией Aspyr Media для Windows, Android, iOS, Linux и macOS в 2015 году и PlayStation 4 в 2016 году.

## Восприятие
| Сводный рейтинг       | Сводный рейтинг | Сводный рейтинг | Сводный рейтинг |
| Издание               | Оценка          | Оценка          | Оценка          |
| Издание               | PC              | PS2             | Xbox            |
| --------------------- | --------------- | --------------- | --------------- |
| GameRankings          | 84,89 %         | 84,22 %         | 85,68 %         |
| Metacritic            | 85/100          | 83/100          | 84/100          |
| Иноязычные издания    |                 |                 |                 |
| Издание               | Оценка          | Оценка          | Оценка          |
| Издание               | PC              | PS2             | Xbox            |
| 1UP.com               | N/A             | N/A             | B+              |
| GameSpot              | N/A             | N/A             | 8,4/10          |
| GameSpy               | [ 15 ]          | N/A             | N/A             |
| GameZone              | N/A             | 9/10            | N/A             |
| IGN                   | 8,3/10          | N/A             | N/A             |
| Русскоязычные издания |                 |                 |                 |
| Издание               | Оценка          | Оценка          | Оценка          |
| Издание               | PC              | PS2             | Xbox            |
| Absolute Games        | 83 %            | N/A             | N/A             |
| «Игромания»           | 9/10            | N/A             | N/A             |

По данным сайта-агрегатора Metacritic, игра получила «преимущественно положительные отзывы». Исполнительный продюсер Гийом де Фондюмьер заявил, что Fahrenheit получила самый высокий рейтинг в своём жанре со времён игры Grim Fandango и назвал её коммерчески успешной. После релиза было продано более миллиона копий. Издания Computer Games Magazine, GameSpy, PC Gamer и IGN назвали Fahrenheit лучшей приключенческой игрой 2005 года. Веб-сайт Adventure Gamers поставил игру на 57-е место в списке лучших релизов видеоигр. Журнал Game Informer поместил Fahrenheit на последнее место в списке топ-10 дебютов компьютерных игр. Гарнетт Ли из 1Up.com высоко оценил «тревожную» и изящную атмосферу сюжета, а также его сочетание с игровым процессом и отметил, что Fahrenheit установил новый стандарт для будущих игр подобного рода. Алекс Наварро из GameSpot отметил, что ему понравилось повествование, которое он назвал «глубоким и захватывающим», а также проработка персонажей, художественный стиль, озвучка и музыкальное сопровождение. Рэймонд М. Падилла из GameSpy заявил, что игра «настолько хороша, что может спасти умирающий жанр», высоко оценил сюжет и главных персонажей, а озвучивание назвал одним из лучших в 2005 году. Он также похвалил управление за его простоту и музыку за её «угрюмые и завораживающие» особенности. Ронни Хоббс, рецензируя для GameZone, отметил, что управление помогает погрузиться в повествование, что создаёт эмоциональную связь с персонажами, а также заключил: «Несмотря на свои недостатки, Indigo Prophecy — это определённо интерактивная история, и она не только совершенствует жанр, но и переопределяет его». Русскоязычный рецензент с сайта Absolute Games поставил игре оценку в 83 %, похвалив озвучивание и музыкальное сопровождение игры. Рецензент сайта IGN, Чарльз Оньетт, заявил, что использование нескольких играбельных персонажей оказалось удачным. Вдобавок, он похвалил хореографию и озвучивание персонажей, а саундтрек к игре назвал «захватывающим». Критики издания «Игромания» присвоили игре 9 баллов из 10. Рецензент издания Игорь Варнавский отметил, что «сюжет Fahrenheit очень хорош, но без изысков — всё просто и предельно понятно, никакого подтекста, никаких полунамеков и аллюзий», а также заявил, что анимационные ролики между диалогами игры «сногсшибательны» и что их постановка «на порядок превосходит» все проекты, что были до неё.
Гарнетт Ли также выразил недовольство «довольно слабо реализованными стелс-сценами в духе Metal Gear Solid» и финальной третью игры, которую он посчитал поспешной. Алекс Наварро согласился с ним по поводу концовки, и к тому же раскритиковал невзрачную графику. Рэймонд Падилла, в свою очередь, отрицательно высказался о ПК-версии, заявив, что она хуже консольных аналогов, и назвав управление клавиатурой и мышью «ужасным». Всё тот же русскоязычный рецензент с сайта Absolute Games назвал сюжет основным недостатком игры и также раскритиковал ПК-управление. Как и Наварро, Падилла, наряду с этим, назвал графику «неоспоримым недостатком» игры. Ронни Хоббс, кроме того, пожаловался на «неуклюжие» ракурсы камеры и «сомнительные» движения персонажей. Чарльз Оньетт добавил, что управление может стать «утомительным», а также заявил, что был недоволен эффектом игры на компьютере и порицал «размытые» края графики и «безвкусные» текстуры, а также «неловкие и ужасные» анимации персонажей.

### Награды и номинации
| Год  | Награда                            | Категория                                                    | Результат | Ист.   |
| ---- | ---------------------------------- | ------------------------------------------------------------ | --------- | ------ |
| 2005 | Develop Industry Excellence Awards | «Лучший новый компьютерный IP»                               | Победа    | [ 42 ] |
| 2005 | Spike Video Game Awards            | «Лучшая оригинальная музыка»                                 | Номинация | [ 64 ] |
| 2006 | «Сатурн»                           | «Лучший релиз видеоигры: Хоррор»                             | Номинация | [ 65 ] |
| 2006 | G.A.N.G. Awards                    | «Лучшая оригинальная вокальная песня — поп» («Santa Monica») | Номинация | [ 66 ] |
| 2006 | Game Developers Choice Awards      | «Сценарий»                                                   | Номинация | [ 67 ] |
| 2006 | NAVGTR Awards                      | «Режиссура»                                                  | Номинация | [ 68 ] |
| 2006 | NAVGTR Awards                      | «Игра, оригинальное приключение»                             | Победа    | [ 68 ] |
| 2006 | NAVGTR Awards                      | «Оригинальная / адаптированная песня» («Santa Monica»)       | Номинация | [ 68 ] |
| 2006 | NAVGTR Awards                      | «Коллекция песен»                                            | Номинация | [ 68 ] |
| 2006 | NAVGTR Awards                      | «Редактирование звука в игровом кино»                        | Номинация | [ 68 ] |
| 2006 | NAVGTR Awards                      | «Главная роль в драме» (Шэрон Манн)                          | Номинация | [ 68 ] |
| 2006 | NAVGTR Awards                      | «Сценарий драмы»                                             | Победа    | [ 68 ] |

### Продажи
Летом 2018 года, благодаря уязвимости в защите Steam Web API, стало известно, что точное количество пользователей сервиса Steam, которые играли в Fahrenheit: Indigo Prophecy Remastered хотя бы один раз, составляет 138 534 человек.